# Prometheum
Prometheum is een geslacht van succulenten uit de Vetplantenfamilie. De soorten komen voor in het noorden van Griekenland, Turkije, Armenië, de Kaukasus en het noorden van Iran.

## Soorten
- Prometheum aizoon
- Prometheum chrysanthum
- Prometheum muratdaghense
- Prometheum pilosum
- Prometheum rechingeri
- Prometheum sempervivoides
- Prometheum serpentinicum
- Prometheum tymphaeum

Adromischus · Aeonium · Aichryson · Chiastophyllum · Cotyledon · Crassula · Diamorpha · Dudleya · Echeveria · Graptopetalum · Greenovia · Hylotelephium (Hemelsleutel) · Hypagophytum · Jovibarba · Kalanchoe (Kalanchoë) · Lenophyllum · Monanthes · Orostachys · Pachyphytum · Perrierosedum · Phedimus (Vlak vetkruid) · Pistorinia · Prometheum · Pseudosedum · Rhodiola · Rosularia · Sedum (Vetkruid) · Sempervivum (Huislook) · Thompsonella · Tylecodon · Umbilicus · Villadia